# Biełhazprambank
Biełhazprambank (biał. Белгазпрамбанк; ros. Белгазпромбанк, Biełgazprombank), Wspólna Białorusko-Rosyjska Otwarta S.A. Biełhazprambank (biał. Сумеснае беларуска-расійскае адкрытае акцыянернае таварыства «Белгазпромбанк», ros. совместное белорусско-российское открытое акционерное общество «Белгазпромбанк») – rosyjski bank uniwersalny działający na Białorusi. Kontrolowany jest przez rosyjski koncern państwowy Gazprom.
Misją Biełhazprambanku jest wspieranie klasy średniej na Białorusi poprzez oferowanie zaawansowanych technologicznie produktów i usług bankowych dostosowanych do potrzeb klienta.

## Akcjonariusze
Właścicielami akcji banku są:
- Gazprom – 49,818%
- Gazprombank – 49,818%
- Gazprom Transgaz Biełaruś – 0,266%
- Państwowy Komitet ds. Mienia Republiki Białoruś – 0,097%
- inni – 0,001%[2]

99,902% akcji jest kontrolowane przez Gazprom lub spółki od niego zależne.
Czynności nadzoru wykonuje rada dyrektorów. Większość jej członków to pracownicy Gazpromu i rosyjskich banków. Przewodniczącym Rady Dyrektorów Biełhazprambanku jest Famił Sadygow – wiceprezes zarządu Gazpromu i były wiceminister ds. podatków i opłat Rosji.

## Historia
W 1990 grupa białoruskich podmiotów założyła Komercyjny Bank Ekorozwoju (biał. банк «Экаразьвіцьцё», Bank Ekarazwiccio; ros. Коммерческий банк «Экоразвитие»). 27 września 1990 uzyskał on rejestrację w Banku Państwowym ZSRR. Od 31 lipca 1991 funkcjonował pod nazwą Miński Komercyjny Bank Ekorozwoju (ros. Минский коммерческий банк «Экоразвитие»), od 19 listopada 1992 jako Miński Komercyjny Bank Ekorozwoju S.A. (ros. Акционерный Минский коммерческий банк «Экоразвитие») i od 20 października 1993 jako Olimp Otwarta S.A. (ros. Открытое акционерное общество «Олимп»).
Od 1991 bank ukierunkował się na wspieranie małych przedsiębiorstw zgodnie z nową polityką gospodarczą Białorusi. Rodzący się wówczas na Białorusi prywatny biznes potrzebował nowych usług bankowych, będących konkurencją dla banków państwowych, działających jeszcze w systemie odziedziczonym po ustroju komunistycznym. Lata 90. to okres rozwoju banku. W wyniku załamania działalności gospodarczej i zwiększenia regulacji państwowych w bankowości w II połowie lat 90., bank postanowił wyróżnić się na rynku bankowym poprzez inwestycje w nowoczesne usługi bankowe. W 1996 bank Olimp jako pierwszy na Białorusi zaoferował swoim klientom karty płatnicze obsługiwane w rublach. Część projektów bank wdrażał przy współudziale Europejskiego Banku Odbudowy i Rozwoju, będąc jego najważniejszym partnerem w kraju.
Bank Olimp był jednym z trzech białoruskich banków walczących o prawo do reprezentowania interesów finansowych Gazpromu na Białorusi. Został wybrany przez rosyjski koncern i 28 listopada 1997 zmienił nazwę na Wspólna Białorusko-Rosyjska Otwarta S.A. Biełhazprambank.
Obecnie Biełhazprambank jest głównym białoruskim bankiem obsługującym niepaństwowe podmioty gospodarcze.

### Afera w 2020
W czerwcu 2020 do banku wkroczyła kontrola Departamentu Dochodzeń Finansowych Komitetu Kontroli Państwowej, w wyniku której wszczęto postępowanie karne przeciwko władzom banku. Menedżerom banku zarzucono oszustwa podatkowe oraz pranie brudnych pieniędzy. Według śledczych Biełhazprambank miał wyprać co najmniej 640 mln dolarów za pośrednictwem m.in. banku z siedzibą na Łotwie. 15 czerwca 2020 Narodowy Bank Republiki Białorusi zawiesił zarząd banku pod przewodnictwem p.o. prezesa banku Kiriłła Badieja i wprowadził do banku tymczasowy zarząd komisaryczny pod kierownictwem Nadziei Jermakowej. W toku śledztwa zatrzymano ponad 30 osób, w tym menedżerów wysokiego szczebla, na czele z aresztowanym 18 czerwca 2020 długoletnim prezesem banku Wiktarem Babaryką.
Sprawa Biełhazprambanku nabrała kontekstu politycznego i międzynarodowego rozgłosu za sprawą Wiktara Babaryki, który przez 20 lat zasiadał w fotelu prezesa banku i w maju 2020 z dnia na dzień zrezygnował z tej funkcji, po czym ogłosił zamiar ubiegania się o prezydenturę w wyborach 9 sierpnia 2020. Na dzień rozpoczęcia kontroli w Biełhazprambanku Babaryka miał najwyższe poparcie wśród opozycyjnych kandydatów. Ostatecznie Centralna Komisja Republiki Białorusi ds. Wyborów i Prowadzenia Referendów Krajowych odmówiła rejestracji kandydatury Babaryki i nie wziął on udziału w wyścigu prezydenckim. Według Babaryki postępowanie przeciwko władzom Biełhazprambanku rozpoczęto na zamówienie polityczne i było one elementem nacisku politycznego na niedoszłego kandydata. Działania białoruskiej kontroli finansowej potępiła również Rosja oraz Gazprom jako niezgodne ze statutem banku.
Białoruskie władze zaprzeczyły, aby kontrola miała podtekst polityczny. Poinformowały one, że służby zajmowały się bankiem już od 2016, a informacje o procederze prania pieniędzy Białorusi mieli dostarczyć w grudniu 2019 Amerykanie. Prezydent Białorusi Alaksandr Łukaszenka, którego rywalem w wyborach prezydenckich miał być Babaryka, komentując sprawę powiedział: Chcę, żeby on trafił na wybory. Żeby przyszedł i powiedział, skąd własność na Cyprze, jak ją stworzył przy takiej „łukaszenkowskiej dyktaturze”, jak dawał łapówki. W jego ocenie Babaryka zdecydował się na start w wyborach prezydenckich wiedząc, że zostanie aresztowany za działania kierownictwa Biełhazprambanku, aby stać się więźniem sumienia.
Według rosyjskich mediów w I półroczu 2020 Gazprom miał wytransferować z banku 15 mld rubli białoruskich (na początku 2020 posiadał on aktywa w banku w wysokości 15,6 mld BYN, 30 czerwca 2020 pozostało tylko 77 mln BYN) oraz inne aktywa obrotowe (ich wartość 31 grudnia 2019 wynosiła 2,5 mld BYN, 30 czerwca 2020 – 20 mln BYN). Ponadto Gazprom zażądał wypłaty dywidendy od Gazprom Transgaz Biełaruś w wysokości 332,6 mln BYN. Gazprom Transgaz Biełaruś to największy klient Biełhazprambanku, do którego w formie różnych zobowiązań należało 20% pieniędzy zdeponowanych w banku. Ponadto jest on mniejszościowym udziałowcem banku.
10 grudnia 2020 decyzją Narodowego Banku Republiki Białorusi zakończył się okres zarządzania Biełhazprambanku przez zarząd komisaryczny. 15 stycznia 2021 rada dyrektorów banku powołała od 18 stycznia 2021 na stanowisko prezesa zarządu byłą szefową zarządu komisarycznego Nadzieję Jermakową.

### Sankcje
W 2023 roku Ukraina i Kanada nałożyłi sankcje na bank.